# Marius Ene
Marius Vasile Ene (* 2. Oktober 1972 in Sinaia) ist ein ehemaliger rumänischer Biathlet.
Marius Ene lebt in Azuga und trainierte in Sinaia. Der Soldat startete für den A.S.A. Brașov. Er begann als Kind mit dem Skilanglauf und 1987 mit dem Biathlonsport. Seit Anfang der 1990er Jahre nahm er am Biathlon-Weltcup teil. An seinen ersten internationalen Meisterschaften nahm Ene 1993 in Borowetz bei den Biathlon-Weltmeisterschaften teil, wo er 75. des Einzels und 92. des Sprints wurde. Vor den Biathlon-Weltmeisterschaften 1997 in Osrblie erreichte er mit einem 31. Platz bei einem Sprint in Antholz sein bestes Weltcup-Resultat. Dabei ließ er unter anderen den kommenden Weltmeister Wilfried Pallhuber, die späteren Weltmeister Oleksij Ajdarow, Tomasz Sikora, Wolfgang Rottmann und Roman Dostál, Mahrfachweltmeister Wladimir Dratschow sowie den früheren Gesamtweltcupsieger René Cattarinussi hinter sich. Bei der WM folgten die Ränge 73 im Einzel sowie 58 im Sprint. Zum Abschluss und Höhepunkt seiner Karriere wurden die Olympischen Winterspiele 1998 in Nagano. Bei den Rennen von Nozawa Onsen erreichte Ene die Plätze 60 und 64 in Einzel und Sprint.

## Weltcup-Platzierungen
Die Tabelle zeigt alle Platzierungen (je nach Austragungsjahr einschließlich Olympische Spiele und Weltmeisterschaften).
- 1.–3. Platz: Anzahl der Podiumsplatzierungen
- Top 10: Anzahl der Platzierungen unter den ersten zehn (einschließlich Podium)
- Punkteränge: Anzahl der Platzierungen innerhalb der Punkteränge (einschließlich Podium und Top 10)
- Starts: Anzahl gelaufener Rennen in der jeweiligen Disziplin

| Platzierung                                                                   | Einzel | Sprint | Verfolgung | Massenstart | Team | Staffel | Gesamt |
| ----------------------------------------------------------------------------- | ------ | ------ | ---------- | ----------- | ---- | ------- | ------ |
| 1. Platz                                                                      |        |        |            |             |      |         |        |
| 2. Platz                                                                      |        |        |            |             |      |         |        |
| 3. Platz                                                                      |        |        |            |             |      |         |        |
| Top 10                                                                        |        |        |            |             |      |         |        |
| Punkteränge                                                                   |        |        |            |             |      |         |        |
| Starts                                                                        | 8      | 11     |            |             |      |         | 19     |
| Stand: Karriereende, einschließlich WM und Olympia, Daten wohl nicht komplett |        |        |            |             |      |         |        |